# Narang
Narang é uma cidade do Paquistão localizada na província de Punjab.